# Slægtskab
Slægtskab er det kulturelle system som et menneskeligt samfund bruger til at organisere menneskers relationer til hinanden i konteksten af samfundets familie- og reproduktionsmønstre, og dets kulturelt definerede ideer om hvordan mennesker bliver beslægtet med hinanden. Slægtskab er ofte en central samfundsinstitution der er grundliggende bundet til politiske, juridiske, økonomiske, og religiøse forhold og kønsroller i et samfund, det er også ofte den institution hvorigennem gensides pleje og beskyttelse reguleres. Slægtskabs systemer inkluderer forskellige roller hvor man ved at være i en bestemt rolle også indtager et bestemt socialt forhold overfor en anden person, en rolle som indebærer et sæt forventninger og ansvar. Reproduktion er centralt i de fleste slægtsskabssystemer og forholdet mellem forældre og børn, og de deraf følgende genealogier, kan normalt ses som kernen i slægtskabssystemet, derudover er der store forskelle på hvordan kulturer organiserer relationer mellem slægtninge, disse forskelle afspejler sig i sprogforskelle hvor forskellige sprog kategoriserer slægtskabsrelationer forskelligt. Der er også mange forskellig emåder hvorpå kulturer forstår slægtskabs relationer, foreksempel som værende et biologisk blodsbånd, et juridisk bånd eller simpelthen et fællesskab baseret på at man deler ressourcer og gensidig hjælp og opfatter sig selv som en del af den samme historie. 

## Slægtskabsantropologiens udvikling

### Henry Lewis Morgan og det komparative studie af slægtskab
Det antropologiske studie af slægtskab grundlagdes med udgivelsen af Lewis Henry Morgans bog Systems of Consanguinity and Affinity of the Human Family (1871). Morgan havde gennem sit venskab med indianere fra Irokeserføderationen stiftet bekendtskab med deres slægtskabssystem der var meget anderledes end det han kendte fra sin egen kultur. Irokesernes slægtskabsform var baseret på matrilineære klaner hvor slægtskab kun regnedes igennem moderens linje. Derudover brugte irokeserne samme term for en persons biologiske mor, og for hendes søstre - de var alle "mødre" til hinandens børn og ens mosters børn regnedes for at være ens søskende, hvorimod ens morbrors, farbrors, eller fasters børn regnedes for fætre og kusiner. Den store forskel og måde hvorpå slægtskabsinstitutioner var en central del af irokesernes samfundsliv, gjorde at Morgan blev interesseret i at forstå hvor mange forskellige slægtskabssystemer der fandtes i verden. Han iværksatte en stor undersøgelse hvor han per brev søgte at finde ud af slægtskabssystemerne i alle verdens kulturer, fra Australlien, Asien og Afrika til Europa og Amerika. Baseret på denne undersøgelse opstillede Morgan en evolutionær model der foreslog at verdens kulturer undergik en gradvis udvikling fra slægtskabsløse samfund mod samfund hvor kun nogle slægtskabsrelationer anerkendtes, til et system som det europæiske som han anså for at anerkende alle de "virkelige" slægtskabsrelationer.

### Den britiske socialantropologi
I socialantropologien der udvikledes i den første halvdel af det 20nde århundrede, blev slægtskab forstået som et system der havde den funktion at organisere forhold og roller mellem forskellige mennesker i et samfund. De viste at de forskellige slægtskabssystemer man kunne finde, afspejlede forskelle i hele samfundets opbygning. Britiske antropologer som E. E. Evans-Pritchard og A. R. Radliffe-Brown studerede samfund i Afrika, Australien og Andamanerne og konkluderede at slægtskabsnetværk i mange samfund organiserer både politiske forhold og produktion og fordeling.

### Nye slægtskabsstudier
Efter David M. Schneiders afvisning af antagelsen om at slægtskab kan forstås som et universelt kulturelt domæne, tabte slægtskabsstudier i en tid sin tiltrækningskraft i antropologien. Men med introduktionen af kønsperspektiver fra feminismen blev det tydeligt at mange af de vigtige samfundsprocesser unægteligt finder sted inden for familiens og slægtskabets relationer og at kulturelt definerede familierelationer tit ses som prototyper på sociale relationer. En ny tradition inden for slægtskabsstudier valgte derfor at forstå slægtskab som et bredere og mindre prædefineret domæne, hvor slægtskab forstås dels som en måde at opfatte særligt nære sociale relationer på, og dels som de sociale processer, praksisser, ideer og diskurser der hænger sammen med biologisk reproduktion. Således spørger nye slægtsskabsstudier om, hvilke kulturelle mønstre der producerer menneskets følelse af forbundethed, og hvilke tilblivelseshistorier der bruges til at forklare relationer mellem personer. Nye slægtskabssstudier har således for eksempel studeret de sociale og kulturelle processer i forbindelse med adoption, og dannelsen af nære følelsesmæssige relationer mellem mennesker og kæledyr, og også indflydelsen af nye biologiske reproduktionsteknologier og praksisser så som in vitro undfangelse, rugemødre, og genetisk medicin.

## Slægtskabets oprindelse
De former for slægtskab der findes i nuværende menneskesamfund kan antages at være videreudviklinger af de måder som menneskets forfædre levede på. Blandt primaterne findes flere forskellige former for social organisation baseret på reproduktion og på den evolutionære nødvendighed af at undgå indavl og på nødvendigheden af at bruge energi på at opfostre primaternes relativt få og langsomt udviklede unger. Blandt nogle abearter har en han monopol over et harem af hunner (bavianer, gorillaer) - polygyni; blandt andre er det hunnerne der lever sammen med flere hanner (tamariner) - polyandri, blandt orangutanger lever hanner alene og hunner opforstrer ungerne, og blandt gibboner former én han og én hun monogame langvarige parbånd, andre igen (f.eks. chimpanser) lever i store grupper med flere hanner og hunner og et parringshierarki hvor hunner undgår at parre sig med hanner som de er beslægtede med på mødrene side. Således findes der blandt menneskets nærmeste slægtninge en stor del variation i grundlæggende social organisation og parringsforhold.
Antropologen Bernard Chapais har foreslået at menneskets slægtskab opstod på grund af udviklingen af parbånd, hvor en han og en hun knytter sig til hinanden og deles om at opfostre afkom. Argumentet herfor er at i polyandriske og polygyne samfund kender unger sjældent identiteten af deres biologiske far, og har derfor intet tæt socialt forhold til ham, eller endog ligefrem et rivaliseringsforhold i kampen om adgang til hunner. Ikke-menneskelige primater genkender derfor normalt kun deres slægtninge på mødrene side (især søskende), og interagerer mere med disse slægtninge end med ikke beslægtede artsfæller, hvorimod de ikke kender deres slægtninge på fædrene side og derfor ikke interagerer mere med dem end med ubeslægtede artsfæller. Parbånd er derfor ifølge Chapais den nødvendige udgangspunkt for at et slægtskabssystem kan opstå. I øvrigt er der også anatomiske argumenter for at menneskets udviklingshistorie må have været præget af parbånd, for eksempel er de anatomiske forskelle på menneskehanner og hunner mindre end hos de andre store primater, hvor hanner ofte er meget større og robuste end hunner - det skyldes formentlig mindre fokus på konkurrence mellem hanner om hunnerne på grund af parbåndet (samme forhold findes blandt gibboner). Den første menneske art der udviser reduceret anatomiske forskel imellem kønnene er Homo erectus, og man mener derfor at parbåndet opstår i udviklingen fra Homo habilis til Homo erectus, og H. erectus er i såfald formentlig den første menneskeart der har en form for slægtskab som vores.
I denne forståelse af slægtskabets udvikling antager man at de første menneskesamfund var små grupper af 50-100 personer (kaldet "bands") hvor flere familiegrupper (forældre og børn) lever sammen (enten polygamt eller i monogame parbånd), og hvor unge mænd enten forlod gruppen for at søge optagelse i andre bands, eller hvor bands splittedes til nye grupperinger efterhånden som de voksede sig store. Nogle antropologer mener at sådanne samfund må have været matrilineære fordi det formentlig har været unge mænd der forlod deres forældres band når de voksede op for at gifte sig ind i et andet. Antropologen Claude Levi-Strauss mente, at patrilineære samfund opstod når familiegrupper ledet af mænd begyndte at udveksle kvinder med hinanden som fredsgave for derved at skabe slægtskabsalliancer imellem grupper og mindske konflikt ved at gøre fjendtlige grupper til slægtninge - den teori kaldes allianceteori.